# Viktor Arnar Ingólfsson
Viktor Arnar Ingólfsson (Akureyri, 12 april 1955) is een IJslandse auteur van detectiveverhalen.
Viktor Ingólfsson is afgestudeerd als in de weg- en waterbouwkunde, en is nu als útgafastjóri werkzaam bij de Vegagerðin (de IJslandse wegendienst) waar hij voor de openbare publicaties verantwoordelijk is.
Viktor Arnar is tweemaal genomineerd voor de Glerlykillinn (De glazen sleutel), een Scandinavische prijs uitgereikt door de Skandinaviska Kriminalselskapet voor het beste detective verhaal.